# Glasperlenspiel
 (juin 2023).

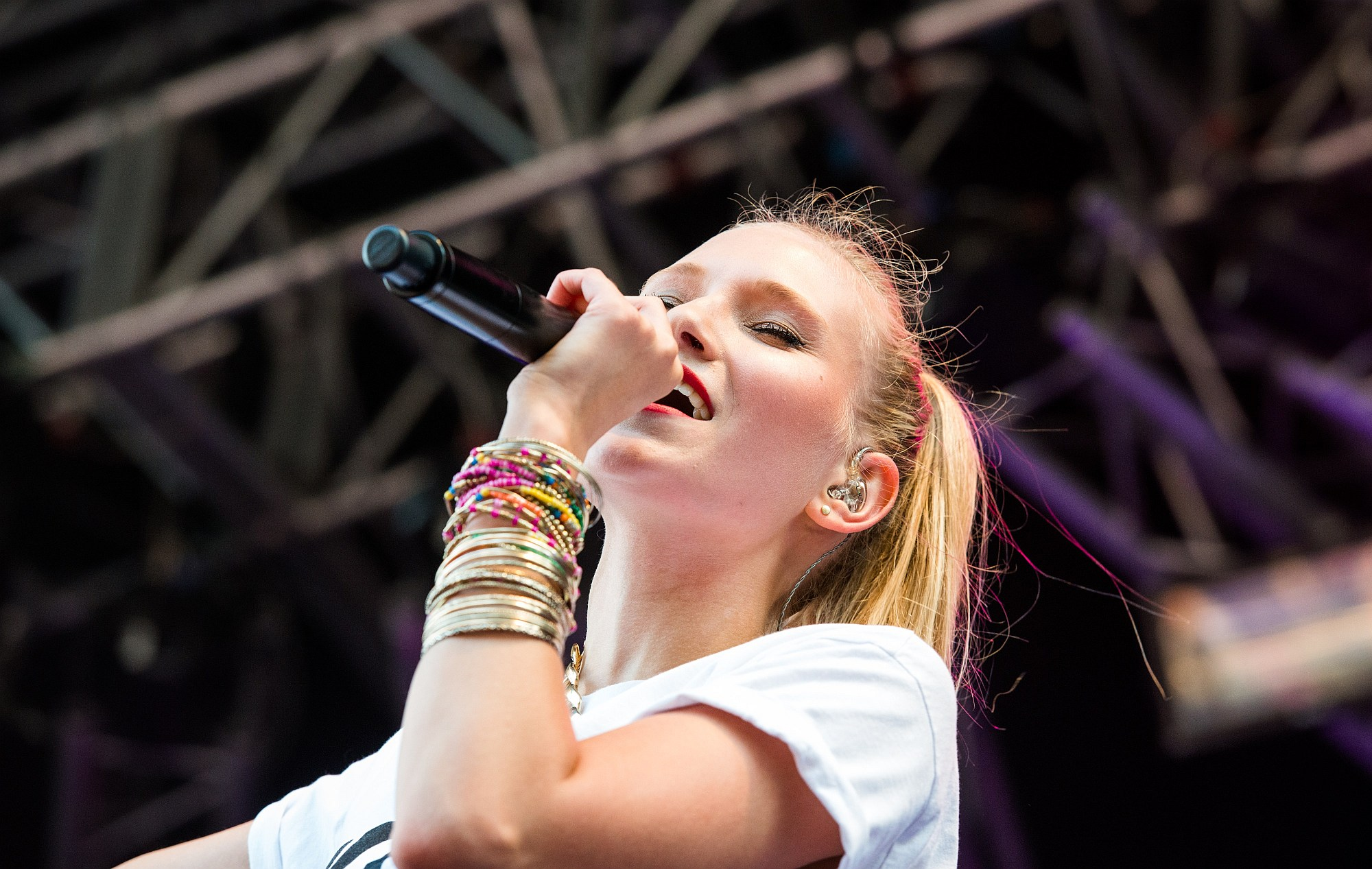
Carolin Niemczyk

Glasperlenspiel est un groupe électro-pop originaire de Stockach en Allemagne.

## Débuts
Fondé en 2010, il se compose de Carolin Niemczyk (née le 24 juillet 1990 à Singen (Hohentwiel)) et de Daniel Grunenberg (né le 8 novembre 1988 à Stockach). Glasperlenspiel profita d'une grande visibilité en prenant la 4e place du concours Bundesvision Song Contest 2011 pour le Land du Bade-Wurtemberg avec le single Echt.

## Membres
Outre Carolin Niemczyk et Daniel Grunenberg, Glasperlenspiel est rejoint sur scène par le guitariste Nico Schliemann, le batteur Bene Neuner et le bassiste Markus Vieweg.

## Vie privée
Les deux chanteurs forment un vrai couple dans la vie.

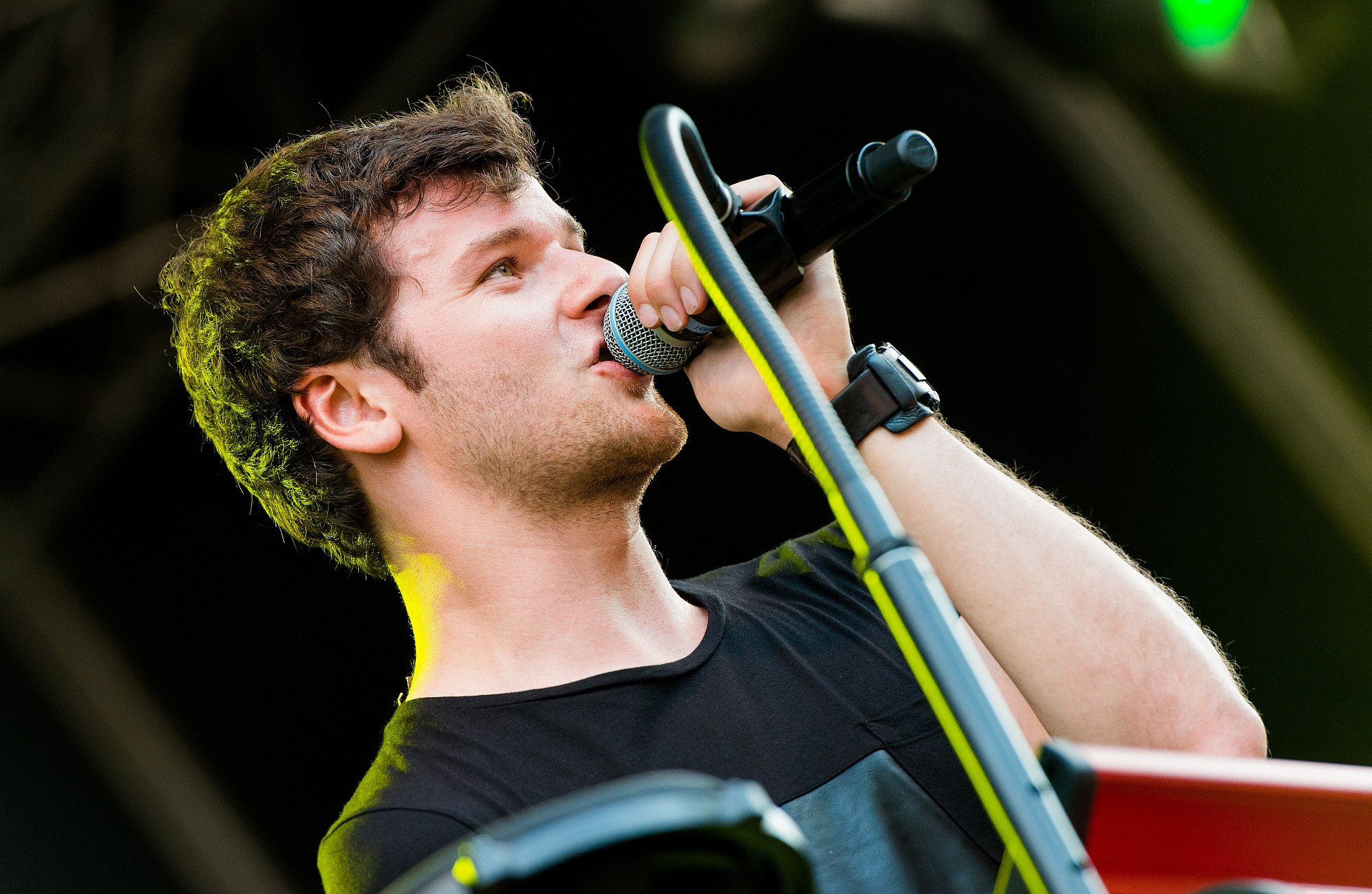
Daniel Grunenberg

## Autre activité
Carolin fut membre du jury de l'émission musicale Deutschland sucht den SuperStar durant la 15e saison aux côtés du musicien allemand Dieter Bohlen, du disc jockey turco-allemand Mousse T et de la chanteuse allemande Ella Endlich.

## Discographie
| Date de sortie | Album                       |
| -------------- | --------------------------- |
| 2011           | Beweg dich mit mir          |
| 2013           | Grenzenlos                  |
| 2014           | Grenzenlos in diesem Moment |
| 2015           | TAG X                       |
| 2018           | Licht & Schatten            |